# Jüdischer Friedhof Kittsee

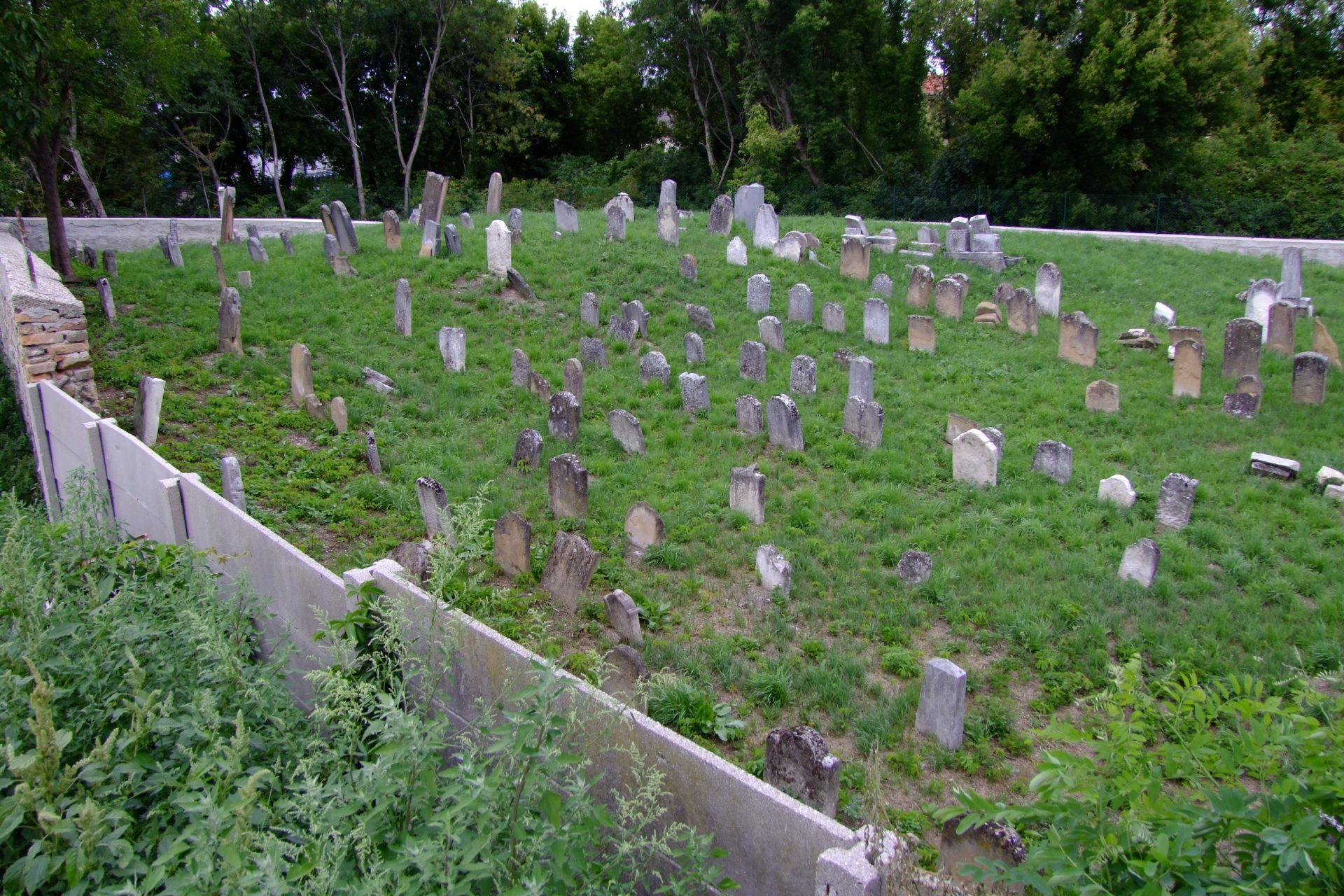
Jüdischer Friedhof in Kittsee

Der Jüdische Friedhof Kittsee befindet sich in der Marktgemeinde Kittsee im Bezirk Neusiedl am See im Burgenland. Der Jüdische Friedhof steht unter Denkmalschutz.

## Geschichte
Der Jüdische Friedhof grenzt unmittelbar an den ehemaligen Schüttkasten des Alten Schlosses. Auf einer Fläche von 1163 Quadratmetern finden sich 230 Grabsteine, die hauptsächlich aus Mühlendorfer Marmor oder Sandstein gefertigt wurden.
Kittsee gehörte zu den burgenländischen Siebengemeinden, wo sich seit 1670 unter dem Schutz der Fürsten Esterházy Juden niederlassen durften. 1735 lebten in Kittsee 266 Juden, 1821 waren es 789. Aufgrund starker Abwanderung in den Jahrzehnten danach aus wirtschaftlichen Gründen sank ihre Zahl bis 1934 auf 62. Im Jahr 1938 kam es zur endgültigen Zerstörung der Judengemeinde Kittsee. Mitte April 1938 wurden die jüdischen Anwohner Kittsees und der Nachbargemeinde Pama nachts aus ihren Häusern geholt, enteignet und auf eine Sandinsel in der Donau ausgesetzt. Die Flüchtlinge wurden von Einwohnern des tschechoslowakischen Dorfes Devín (heute ein Stadtteil Bratislavas) gefunden und vorübergehend beherbergt. Schließlich konnten jüdische Hilfsorganisationen in Bratislava den deportierten Kittseer Juden die Emigration in verschiedene Aufnahmeländer ermöglichen.